# Diga di Carassina
La diga di Carassina o diga di Carassino oppure anche diga di Compietto è una diga ad arco situata nel canton Ticino, in Svizzera, poco lontano dalla diga del Luzzone.

## Descrizione
Ha un'altezza di 39 metri e il coronamento è lungo 115 metri. Il volume della diga è di 9.000 metri cubi.
Il lago creato dallo sbarramento, il lago di Carassina ha un volume massimo di 0,31 milioni di metri cubi, una lunghezza di 600 metri e un'altitudine massima di 1708 m s.l.m. Lo sfioratore ha una capacità di 121 metri cubi al secondo.
Le acque del lago vengono sfruttate dalle Officine idroelettriche di Blenio nella centrale del Luzzone situata accanto l'omonima diga.
A monte nel lago di Carassina confluiscono, oltre alle acque dell'omonimo piccolo bacino imbrifero, anche le acque della parte alta del fiume Orino dalla limitrofa val Malvaglia tramite un cunicolo di circa 3 km che praticamente inizia nei dintorni della Capanna Quarnèi e sfocia poco sotto la Capanna Adula CAS nel ri di Carassina da dove poi dopo 5 km raggiunge il lago.